# Lego
Лего је врста играчака која се састоји од малих пластичних делова који се могу међусобно спајати, и на тај начин направити скоро све што се може замислити. Делови се једноставно спајају и раздвајају (не користе се лепак, маказе и слично) што доприноси брзини склапања. Делови су израђени од трајних материјала, тако да играње може да траје годинама. Код Лего коцкица, машта је најбитнија, јер није потребна техничка вештина.
Лего коцке су једна од најомиљенијих играчака за децу и одрасле. Лего коцке се користе не само код куће, него и у школама и вртићима за развијање и логику.
Лего коцке су већ одавно престале да буду само играчке, него су и предмет обожавања целог света. Не постоји ни једна земља у Европи, која нема свој Лего фан клуб. Љубитељи Лега са целог света долазе да се сретну и попричају о Лего коцкама.

## Историја
Лего група је почела у радионици Оле Кирка Кристијансена (1891–1958), столара из Билунда у Данској, који је почео да прави дрвене играчке 1932. године. Године 1934, његова компанија се звала „Лего”, изведено из данске фразе leg godt, што значи „добро се играј”. Године 1947, Лего се проширио и почео да производи пластичне играчке. Године 1949, Лего је почео да производи, између осталих нових производа, рану верзију сада већ познатих међусобно повезаних коцкица, назвавши их „Аутоматске коцке за везивање“. Ове цигле су биле засноване на Кидикрафтовим семозакључавајућим блоковима, које су патентиране у Уједињеном Краљевству 1939. године и објављене 1947. Лего је добио узорак Кидикрафт коцкица од добављача машине за бризгање коју су купили. Коцке, првобитно произведене од целулозног ацетата, су биле унапређење традиционалних дрвених блокова који су се могли слагати у то време.
Мото Лего групе, „само најбоље је довољно добро“ (дан. det bedste er ikke for godt, дословно „најбоље није претерано добро“) настао је 1936. године. Овај мото, који се и данас користи, креирао је Кристијансен да охрабри своје запослене да никада не штеде на квалитету, вредности у коју је снажно веровао. До 1951. године пластичне играчке су чиниле половину производње компаније Лего, иако је дански трговачки часопис ЛLegetøjs-Tidende („Време играчки“), који је посетио Лего фабрику у Билунду почетком 1950-их, сматрао да пластика никада неће моћи да замени традиционалне дрвене играчке. Иако је то било уобичајено мишљење, сматра се да су Лего играчке постале значајан изузетак од несклоности пластици у дечијим играчкама, делом због високих стандарда које је поставио Оле Кирк.
До 1954, Кристијансенов син, Годтфред, постао је млађи генерални директор Лего групе. Управо је његов разговор са купцем из иностранства довео до идеје о систему играчака. Годтфред је видео огроман потенцијал у Лего коцкицама да постану систем за креативну игру, али су коцке и даље имале извесних проблема са техничког становишта: њихова способност закључавања је била ограничена и нису биле разноврсне. Године 1958, развијен је модерни дизајн цигле; било је потребно пет година да се пронађе прави материјал за то, АБС (акрилонитрил бутадиен стирен) полимер. Пријава за патент за модерни дизајн Лего коцкица је поднета у Данској 28. јануара 1958. године и у разним другим земљама у наредних неколико година.

## Ауторска права
- Име Лего (LEGO®) је заштићено. Ипак, реч „лего“ је постала синоним за тип играчки које се могу склапати на одређен начин.

## Технички подаци
- Лего коцке се праве са прецизношћу од 2 микрометра
- Лего коцке из 1963. се могу уклапати са данашњим.
- У просеку се произведе 600 делова Лего коцкица у секунди.
- У августу 2006. су се у продаји нашле и Лего коцке на тему „Сунђер Боб Коцкалоне“

### Системи
Постоји више различитих система Лего коцкица који се разликују по величини и облику коцкица:
- Лего Систем
- Лего Дупло
- Лего Техник
- Бајоникл
- Белвил
- Лего Скала
- Лего Мајндстормс
- Џек Стоун
- Галидор
- 4. јуниорс
- 4+
- Кликитс
- Кватро
- Лего Примо
- Лего Бејби
- ДАКТА
- Знеп

### Различите примене Лего коцкица
- Брендан Пауел Смит (en:Brendan Powell Smith) направио је, под именом „Завет од цигле“ („The Brick Testament“), низ фотографија приказа из Библије, направљених од Лего коцкица.

## Лего фигурице
Лего фигурице настале су за потребу Лего Ситија. Тада је настало правило да фигурице морају бити жуте боје и морају бити срећног израза лица. Али за потребу Лего пирата фигурице су постале љуте, тужне, задовољне. Прве фигурице у боји људске коже настала је за потребе Лего Звездани ратови. Данас постоји само једно правило. Фигурице у Лего темама морају имати жуту кожу (осим у изузецима Лего Дупло и Лего пријатељи), а у филмским темама кожу нормалне боје.

## Лего производи
Лего производи се могу делити на Лего теме и филмске теме

### Лего теме
- Лего Фараонова потрага
- Лего Атлантида
- Лего Сити
- Лего Дино
- Лего Пирати
- Лего Авантуристи
- Лего Нинџаго
- Лего Креатор
- Лего Архитектура
- Лего Пријатељи
- Лего Свемир

Фебруара 2024. београдски архитекта Никола Опачић покренуо је на званичној платформи Лего идеје (Lego Ideas) иницијативу да компанија Лего направи своју верзију легендарног киоска К67, култног „црвеног киоска” из времена СФРЈ. Опачићев Лего модел овог киоска био је марта 2024. изложен  у културном центру „Кула”, на изложби под називом „Киоск Систем К67 – од коцкице до оловке, како је један киоск инспирисао пуно уметника“, на којој је 17 уметника представило своје данашње виђење овог киоска К67.

### Филмске теме
- Лего Звездани ратови
- Лего Бетмен
- Лего Хари Потер
- Лего Хобит
- Лего Господар прстенова
- Лего Пирати са Кариба
- Лего Аутомобили
- Лего Сунђер Боб Коцкалоне
- Лего Бен 10
- Лего Вини Пу
- Лего Принц од Персије
- Лего Индијана Џонс
- Лего Мајнкрафт*
- Тема је игрица, а не филм.

## ЛЕГО Продавнице
Компанија Лего има 90 малопродајних објеката (68 у Сједињеним Америчким Државама, 13 у Великој Британији, 9 у Немачкој, 6 у Канади, 2 у Француској, 1 у Аустрији и 1 у Данској). Такође постоји и неколико продавница у Downtown Disney шопинг комплексу у Дизниленду и Вал Март Дизни Резорту као и у Мал оф Америка у Блумингтону, Минесота. 24. новембра 2013 године, Лего малопродајни објекат је отворен у Лими, Перу, у Џокеј Плаза Шопинг Центру. Отварање сваке продавнице се прославља тако што се током читаве недеље прави велика Лего статуа која је већа од човека. Та статуа коју углавном праве деца и главни Лего градитељи, потом буде изложена у новој Лего продавници. У септембру 2014, Лего је отворио малопродајни објекат у Загребу, Хрватска, што га чини првом званичном Лего продавницом у Југоисточној Европи. Прва Лего продавница у Србији је отворена 14. септембра 2017. у Београду. Друга Лего продавница у Србији је отворена 12. априла 2019. у тржном центру Ушће у Београду.